# Tapis de Kachmar
 (novembre 2019).
Un tapis de Kachmar (en persan: قالی کاشمر) est un tapis persan régional nommé d'après son origine, la ville de Kachmar en Iran. 
Les tapis Kachmar sont fabriqués à la main et sont souvent disponibles avec des motifs de paysage et de chasse,,.